# Georges II de Hesse-Darmstadt
Pour les articles homonymes, voir Georges II.
Georges II, né le 17 mars 1605 à Darmstadt et mort le 11 juin 1661 dans cette même ville, est landgrave de Hesse-Darmstadt de 1626 à sa mort.

## Biographie
Georges II est le fils aîné du landgrave Louis V de Hesse-Darmstadt et de son épouse Madeleine de Brandebourg. Il succède à son père à sa mort, le 27 juillet 1626.

## Mariage et descendance
Georges II se marie le 1er juillet 1627 avec Sophie-Éléonore (1609-1671), fille aînée de l'électeur Jean-Georges Ier de Saxe. Quatorze enfants sont nés de cette union :
- Louis VI (1630-1678), landgrave de Hesse-Darmstadt ;
- Madeleine-Sibylle (1631-1651) ;
- Georges III (1632-1676), landgrave de Hesse-Itter ;
- Sophie-Éléonore (1634-1663), épouse en 1650 Guillaume-Christophe de Hesse-Hombourg ;
- Élisabeth-Amélie (1635-1709), épouse en 1653 Philippe-Guillaume de Palatinat-Neubourg d'où 
  - Eléonore, impératrice,
  - Marie-Anne, reine d'Espagne,
  - Marie-Dorothée, duchesse de Parme,
  - Jean-Guillaume, Electeur Palatin,
  - Louis-François, archeveque-électeur de Mayence;
- Louise-Christine de Hesse-Darmstadt (1636-1697), épouse en 1665 Christophe-Louis Ier de Stolberg ;
- Anne-Marie (1637-1637) ;
- Anne-Sophie (1638-1683), abbesse à Quedlinbourg ;
- Amélie-Julienne (1639-1639) ;
- Henriette-Dorothée (1641-1672), épouse en 1667 Jean II de Waldeck-Pyrmont ;
- Jean (1643-1643) ;
- Auguste-Philippine (1643-1672) ;
- Agnès (1645-1645) ;
- Marie-Hedwige (1647-1680), épouse en 1671 Bernard Ier de Saxe-Meiningen.